# Дрё, Шарль Дидье
Шарль Дидье Дрё (англ. Charles Didier Dreux; 11 мая 1832 года, Новый Орлеан, Луизиана, США — 5 июля 1861 года, Ньюпорт-Ньюс, Виргиния, США) — американский офицер, служил в армии Конфедерации в ходе Гражданской войны. Стал первым офицером Конфедерации, убитым в ходе войны.

## Биография
Шарль Дидье родился в семье Ги Дрё и Леонтиль Арно. До гражданской войны Дрё был окружным прокурором и членом законодательного собрания Луизианы. Согласно Грейсу Кингу, те, кто его знал, описывали Дрё «как человека с огромным личным обаянием; блестящего, красноречивого, энергичного». Он отправился на войну в звании подполковника Луизианского гвардейского батальона, возглавив 1-й батальон, состоявший из пяти рот добровольцев, набранных в Луизиане. 5 июля 1861 года в Янгс-Милл (Уорик, Виргиния, ныне Ньюпорт-Ньюс) со своей частью он вступил в перестрелку с 9-м Нью-Йоркским пехотным полком. Во время стычки сержант северян Питер Мартин смертельно ранил Дрё в бок. Его последними словами были «Спокойно, ребята! Спокойно!».
Дрё был похоронен на кладбище Метери, на похоронах присутствовало 30 000 человек. В том же 1861 году была опубликована «Элегия на смерть полковника Шарля Дрё» с музыкой Г. М. Ленинга, и словами Джеймса Райдера Рэндалла. В Новом Орлеане на пересечении Канал-стрит и Саут-Джефферсон-Дэвис-Паркуэй был установлен монумент в его честь. В 2017 году вандалы отрезали подполковнику нос, в 2018 году его накрыли белым покрывалом и написали баллончиком нецензурные выражения, а в 2020 году — стащили с постамента.